# Ain't Too Proud to Beg
Ain't Too Proud to Beg är en soullåt skriven av Norman Whitfield och Edward Holland, lanserad 1966 av The Temptations. Låten släpptes som singel och fanns även med på albumet Gettin' Ready. Ledsångare var på denna låt David Ruffin. Smokey Robinson hade tidigare varit gruppens huvudsaklige producent, men efter att denna låt blev en framgång kom Norman Whitfield att bli gruppens huvudsaklige producent fram till 1974.
1974 spelade The Rolling Stones in låten till albumet It's Only Rock 'n Roll. Den släpptes som unik singel för den nordamerikanska marknaden och blev åter en hit.

## Listplaceringar
- Billboard Hot 100, USA: #13[2]
- UK Singles Chart, Storbritannien: #21[3]